# The Chronic
The Chronic is een hiphopalbum van Dr. Dre uit 1992. Het was zijn eerste soloalbum, hoewel hij sinds 1984 actief was binnen de hiphop. Het album introduceerde een nieuw geluid: G-funk. Deze stijl heeft de westcoasthiphop nog voor jaren gedomineerd. Het album van het oud-N.W.A-lid is het allereerste album dat Death Row Records uitbracht.
Het album heeft vele gastartiesten, allemaal nieuw aangetekende Death Row-artiesten. In die tijd waren de enige twee bekende artiesten Dr. Dre zelf en The D.O.C. Vele artiesten waren familie of vrienden, zoals Snoop Dogg en Warren G. Vrijwel alle gastartiesten werden later beroemd.
Het nummer Fuck wit Dre Day (And Everybody's Celebratin') ontstond nadat Dr. Dre met ruzie uit N.W.A was gestapt en hij en Suge Knight worden ervan verdacht Dr. Dre's contract bij Eazy-E's Ruthless Records op gewelddadige wijze vrij gekregen te hebben. Het nummer beschikt over subtiele en directe beledigingen naar zowel Ruthless als zijn eigenaar, voormalig N.W.A-lid Eazy-E.
The Chronic wordt algemeen beschouwd als een van de belangrijkste en invloedrijkste albums van de jaren 1990 en wordt door vele fans en collega's beschouwd als een van de best geproduceerde hiphopalbums aller tijden. In 2003 werd het album gerangschikt op nummer 138 in Rolling Stones lijst van de 500 grootste albums aller tijden.
Het duurde tot 1999 voordat Dr. Dre weer een soloalbum maakte, The Chronic 2001.

## Tracklist
| Nr. | Titel                                            | Lengte | Met                                                        | Samples/overig |
| --- | ------------------------------------------------ | ------ | ---------------------------------------------------------- | --- |
| 1   | "The Chronic (Intro)"                            | 1:57   | Snoop Doggy Dogg                                           | - Samples "Impeach the President" door The Honeydrippers. - Samples "Get Out of My Life, Woman" door Solomon Burke . - Samples "Funky Worm" door Ohio Players. |
| 2   | "Fuck wit Dre Day (And Everybody's Celebratin')" | 4:52   | Snoop Doggy Dogg, Jewell, RBX                              | - Samples "Atomic Dog" door George Clinton. - Samples "(Not Just) Knee Deep" door Funkadelic. - Samples "Funkentelechy", "The Big Bang Theory" & "Aquaboogie (A Psychoalphadiscobetabioaquadoloop)" door Parliament. - This song is a diss to Eric "Eazy-E" Wright, Luther "Luke" Campbell of the 2 Live Crew, & Timothy "Tim Dog" Blair. |
| 3   | "Let Me Ride"                                    | 4:21   | Jewell, Ruben, Snoop Doggy Dogg                            | - Samples "Mothership Connection" and "Swing Down, Sweet Chariot (Live)" door Parliament. - Samples "Kissin' My Love" door Bill Withers. - Samples "Funky Drummer" door James Brown. |
| 4   | "The Day the Niggaz Took Over"                   | 4:33   | Dat Nigga Daz, RBX, Snoop Doggy Dogg                       | - Samples live news reports and other soundbites of the 1992 Los Angeles riots. - Samples "Love's Gonna Get'Cha (Material Love)" door Boogie Down Productions. - Featured in the Oliver Stone-directed film Natural Born Killers. |
| 5   | "Nuthin' but a 'G' Thang"                        | 3:58   | Snoop Doggy Dogg                                           | - Samples "I Wanna Do Something Freaky to You" door Leon Haywood. - Samples "Uphill (Peace of mind)" door Frederick Knight. |
| 6   | "Deeez Nuuuts"                                   | 5:06   | Dat Nigga Daz, Nate Dogg, Snoop Doggy Dogg, Warren G       | - Samples "Chestnuts" by Rudy Ray Moore. |
| 7   | "Lil' Ghetto Boy"                                | 5:29   | Dat Nigga Daz, Snoop Doggy Dogg                            | - Samples "Little Ghetto Boy" door Donny Hathaway. |
| 8   | "A Nigga Witta Gun"                              | 3:52   | Snoop Doggy Dogg                                           | - Samples "Master Plan" door Kool G Rap - Samples "Big Sir Sweet" door J. Hammond - Samples "Who's the Man (With the Master Plan)" door de Kay Gees - Samples "Friends" door Whodini - "Fuck Wit Dre Day" is op de achtergrond te horen in het begin van dit nummer.                                                                      |
| 9   | "Rat-Tat-Tat-Tat"                                | 3:48   | RBX, Snoop Doggy Dogg                                      | - Samples "Vegetable Wagon" door Donny Hathaway. - Samples "Brothers Gonna Work It Out" door Willie Hutch. - Samples "Pot Belly" door Lou Donaldson. |
| 10  | "The $20 Sack Pyramid" (Skit)                    | 2:53   | Big Tittie Nickie, The D.O.C., Samara, Snoop Doggy Dogg    | - A Compton-themed parody of the gameshow Pyramid. - Samples "Papa Was Too" (live) door Joe Tex. |
| 11  | "Lyrical Gangbang"                               | 4:04   | Kurupt, Lady of Rage, RBX                                  | - Samples "Valdez in the Country" door The Nite Lighters . - Samples "When the Levee Breaks" door Led Zeppelin. |
| 12  | "High Powered"                                   | 2:44   | Dat Nigga Daz, Lady of Rage, RBX                           | - Samples "Big Sir Sweet" door J. Hammond. |
| 13  | "The Doctor's Office" (Skit)                     | 1:04   | Jewell, Lady of Rage                                       | |
| 14  | "Stranded on Death Row"                          | 4:47   | Bushwick Bill, Kurupt, Lady of Rage, RBX, Snoop Doggy Dogg | - Samples "Do Your Thing (Live)" door Isaac Hayes. - Samples "If it Don't Turn You On (You Outta Leave it Alone)" door B.T. Express. |
| 15  | "The Roach (Outro)"                              | 4:36   | Dat Nigga Daz, Emmage, Jewell, Lady of Rage, RBX           | - Samples "P-Funk (Wants to Get Funked Up)" by Parliament. |
| 16  | "Bitches Ain't Shit"                             | 4:48   | Dat Nigga Daz, Kurupt, Snoop Doggy Dogg, Jewell            | - Samples "Adolescent Funk" door Funkadelic. |

## Singles
- Nuthin' but a 'G' Thang
- Dre Day
- Let Me Ride (12", promotiesingle)